# 2015年當選的皇家學會會士列表

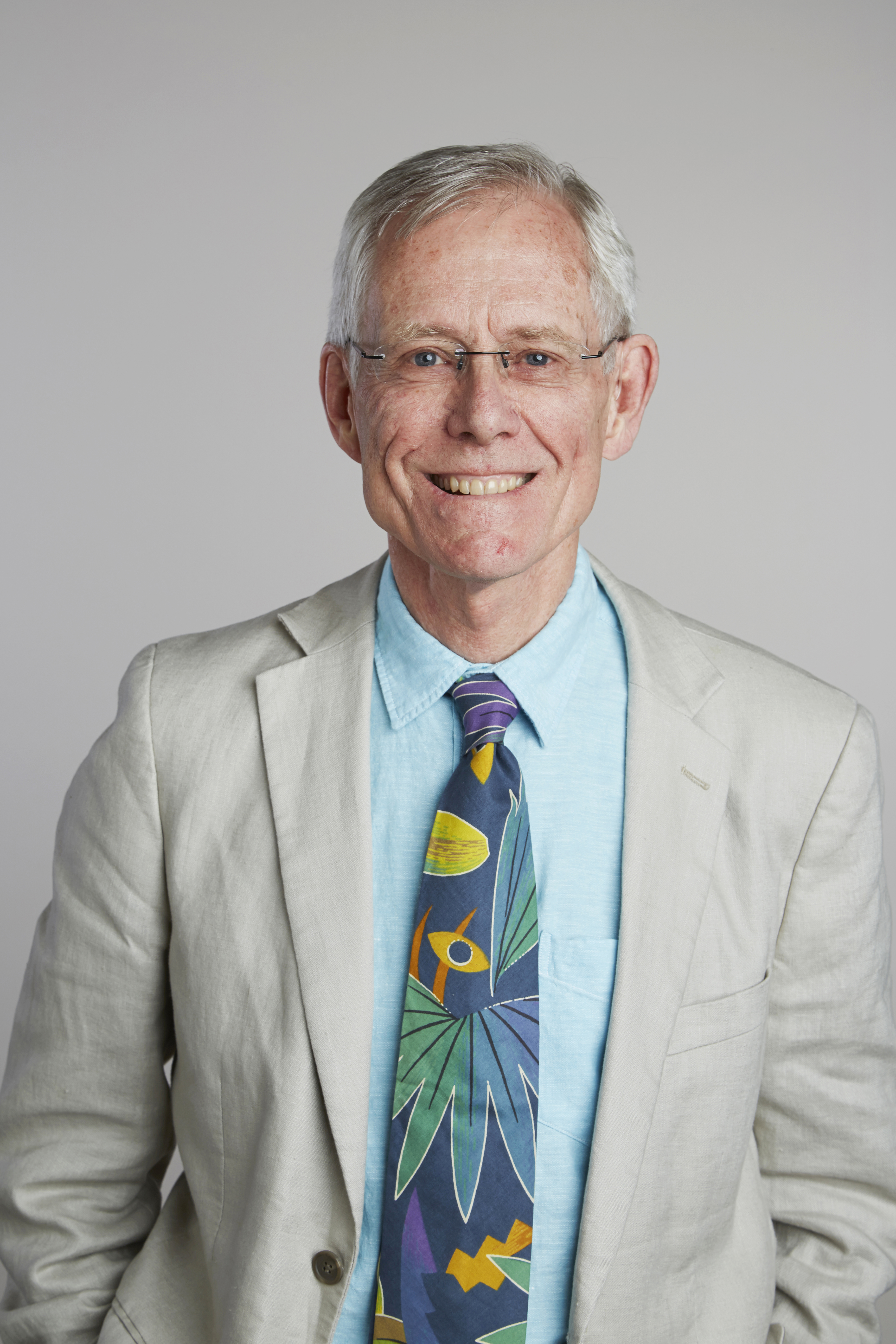
Alan M. Roberts FRS, electrophysiologist, neuroanatomist and student of animal behaviour

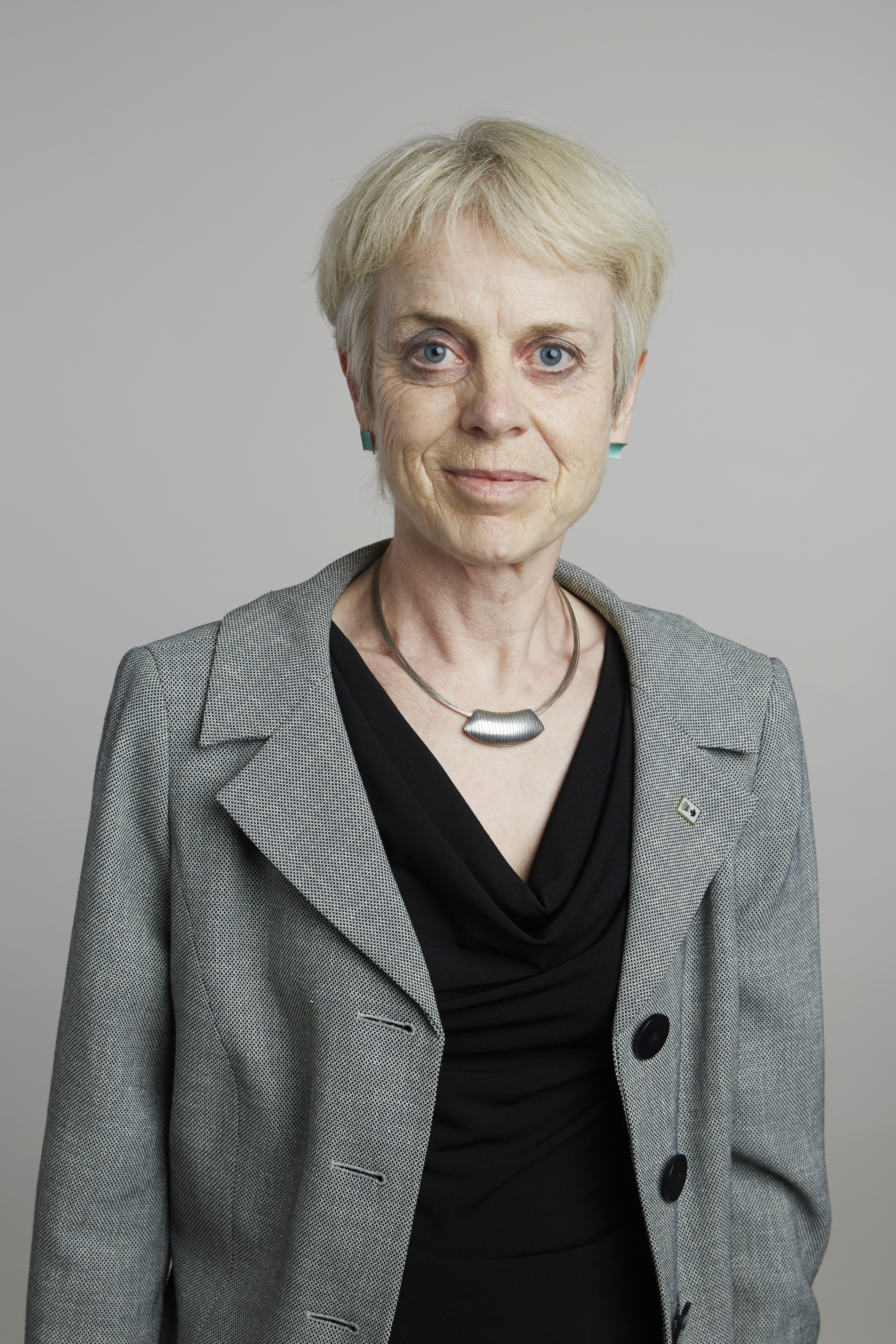
Annette Dolphin FRS, of Pharmacology at UCL

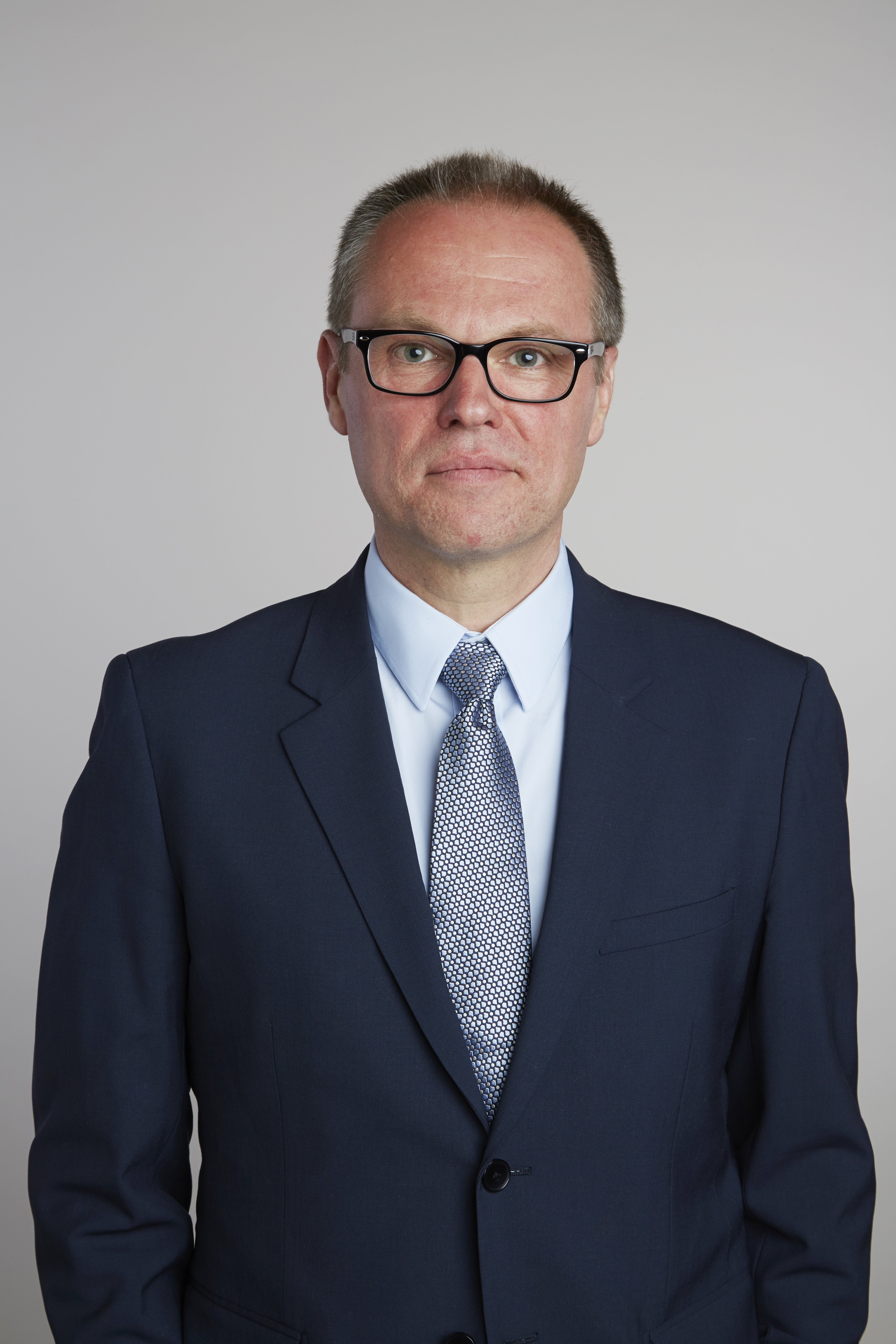
Gero Miesenböck FRS, Waynflete of Physiology at Oxford

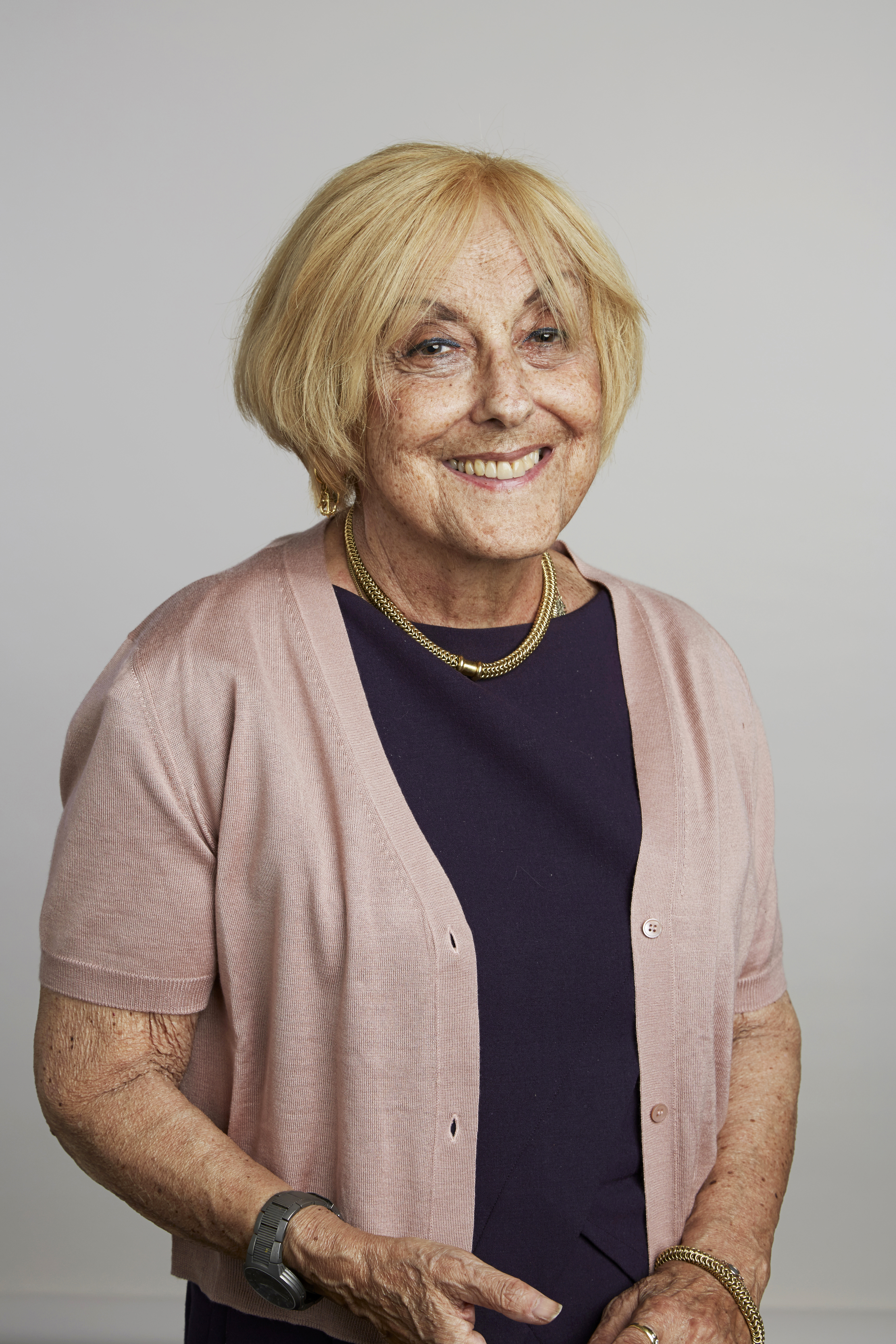
Lisa Jardine CBE, FRS, of Renaissance Studies at UCL

本列表為2015年當選的皇家學會會士名錄。

## 當選會士（FRS）
1. Mark Achtman（英语：Mark Achtman）教授
2. Ali Alavi（英语：Ali Alavi）教授
3. Allan Balmain（英语：Allan Balmain）教授
4. Kamal Bawa（英语：Kamaljit S. Bawa）教授
5. Stephen D. M. Brown（英语：Stephen D. M. Brown）教授，FMedSci
6. Jane Clarke（英语：Jane Clarke (scientist)）教授，FMedSci
7. Clifford Cocks（英语：Clifford Cocks）博士，CB
8. Rory Collins（英语：Rory Collins）爵士，FMedSci
9. Andrew Ian Cooper（英语：Andrew Ian Cooper）教授
10. Stephen A. Cusack（英语：Stephen A. Cusack） 博士
11. Anne Cutler（英语：Anne Cutler）教授
12. Benjamin Guy Davis（英语：Ben G. Davis）教授
13. Annette Dolphin（英语：Annette Dolphin）教授，FMedSci
14. Philip Donoghue（英语：Philip Donoghue）教授
15. Daniel J. Drucker（英语：Daniel J. Drucker）教授
16. 詹姆士·戴森爵士，CBE，FREng
17. A·W·F·爱德华兹教授
18. Yvonne Elsworth（英语：Yvonne Elsworth）教授
19. Alison Etheridge（英语：Alison Etheridge）教授
20. Jeremy Farrar（英语：Jeremy Farrar）教授，OBE，FMedSci
21. Zoubin Ghahramani（英语：Zoubin Ghahramani）教授
22. Michael E. Goddard（英语：Michael E. Goddard）教授
23. Michael Hausser（英语：Michael Hausser）教授，FMedSci
24. 劳伦斯·D·赫斯特教授
25. Jane A. Langdale（英语：Jane A. Langdale）教授
26. Andrew P. Mackenzie（英语：Andrew P. Mackenzie）教授
27. Philip Maini（英语：Philip Maini）教授
28. Jens Marklof（英语：Jens Marklof）教授
29. 格罗·米森伯克教授，FMedSci
30. Ketan J. Patel（英语：Ketan J. Patel）博士，FMedSci
31. 大卫·菲利普斯教授，CBE
32. Jonathan Pila（英语：Jonathan Pila）博士
33. Roger Powell（英语：Roger Powell (scientist)）教授
34. John Rarity（英语：John Rarity）教授
35. Andrew Fraser Read（英语：Andrew F. Read）教授
36. Alan Madoc Roberts（英语：Alan M. Roberts）教授
37. John Robertson（英语：John Robertson (physicist)）教授
38. Roger Sheldon（英语：Roger A. Sheldon）教授
39. Julia Slingo（英语：Julia Slingo）女爵士，DBE
40. Scott William Sloan（英语：Scott W. Sloan）教授
41. Henry Snaith（英语：Henry Snaith）教授
42. Ajay K. Sood（英语：Ajay K. Sood）教授
43. Natalie Strynadka（英语：Natalie Strynadka）教授
44. Richard Thomas（英语：Richard Thomas (mathematician)）
45. Bryan M. Turner（英语：Bryan M. Turner） FMedSci
46. Frank Uhlmann（英语：Frank Uhlmann）博士
47. Colin Wilson（英语：Colin J. N. Wilson）教授
48. Lisa Jardine（英语：Lisa Jardine）教授，Honorary Fellow
49. Robin Saxby（英语：Robin Saxby）爵士，Honorary Fellow

## 外籍會士（ForMemRS）
1. 阿兰·阿斯佩教授
2. Zdeněk Bažant（英语：Zdeněk Bažant）
3. 琳达·巴克博士
4. 安德鲁·H·诺尔教授
5. 约翰·库里扬教授
6. 李家洋教授
7. 苏珊·林德奎斯特教授
8. 盖尔·R·马丁教授
9. 威廉·休斯·米勒教授
10. 约翰·C·H·斯宾塞教授

## 餐考文獻
1. ↑  . London: Royal Society.   [2017-01-25]. （原始内容存档于2015-05-01）.
2. ↑  . London: Royal Society.   [2017-01-25]. （原始内容存档于2015-05-01）.